# Renaldas Augustinavičius
Renaldas Augustinavičius (* 7. Juni 1979 in Mažeikiai) ist ein litauischer Archäologe und Politiker, seit 2017 ist er stellvertretender Kulturminister. 

## Leben
Renaldas Augustinavičius besuchte die Mittelschule in Venta. Nach dem Abitur 1994 an der Mittelschule in Mažeikiai absolvierte er 2001 das Bachelorstudium der Archäologie an der Universität Vilnius.
Von 2002 bis 2006 arbeitete Renaldas Augustinavičius als Archäologe bei Kultūros paveldo centras, ab 2006 bei Kultūros paveldo departamentas. Seit Januar 2017 ist er stellvertretender Kulturminister Litauens, Stellvertreter von Liana Ruokytė Jonsson im Kabinett Skvernelis.